# THE BEST (加藤ミリヤ×清水翔太のアルバム)
『THE BEST』（ザ・ベスト）は、日本のシンガーソングライター・加藤ミリヤ×清水翔太の初となるコラボレーション企画による2枚目のコンピレーション・アルバム。2014年4月2日にSony Music Records内のレーベルMASTERSIX FOUNDATIONから発売された。

## 概要
加藤ミリヤと清水翔太による初のコラボレーションアルバム。初回生産限定盤と通常盤の2形態でリリース。なお、この作品をもって正式に2人での活動を終了した為、実質的なベスト版ともいえる。
初回生産限定盤は三方背BOX仕様となっており、ミュージックビデオとスペシャル映像が収録されたDVDが付属されている。なお、初回生産限定盤に限っては現在、入手困難となっている。
本作品は、2009年から2014年までに発表されたシングルから4曲、カップリング曲から5曲、そして新録曲が3曲収録されている。シングル「LOVE STORY」の楽曲、加藤ミリヤ6thアルバム及び、清水翔太カバーアルバム収録曲「今夜はブギー・バック feat.清水翔太&SHUN」のミュージック・ビデオはアルバム初収録となった。
新録曲3曲のうち、1曲である「Sakura Melody」は、男性シンガーソングライターである槇原敬之が作詞・作曲を手掛けている。本人以外が作詞作曲を手掛けるのは今作が初めてとなる。
本作を引っさげて、同年10月6日から最初で最後となる全国ツーマンツアー「uP!!! presents 加藤ミリヤ×清水翔太 THE BEST 2MAN TOUR 2014」を13公演開催した。

## 収録曲
- 作詞・作曲・編曲：Miliyah & Shota Shimizu (#1#7#12#13は除く)

### CD(全形態共通)
1. Sakura Melody (4:56)
作詞・作曲・編曲：Noriyuki Makihara
  - 新録曲
  - 槇原敬之作詞・作曲による初の本人以外が手掛けた楽曲。
2. Love Forever (5:11)
編曲：3rd Productions
  - 加藤ミリヤ15thシングル表題曲
  - ミリオン（シングルトラック、日本レコード協会）[1]
3. My love goes on (5:10)
  - 加藤ミリヤ21stシングルカップリング曲
  - アルバム初収録
4. BELIEVE (4:17)
  - 加藤ミリヤ21stシングル表題曲
5. Jewelry (4:57)
編曲：MANABOON
  - 清水翔太6thシングルカップリング曲
  - アルバム初収録
6. Looking your eyes (5:15)
編曲：3rd Productions
  - 加藤ミリヤ15thシングルカップリング曲
  - アルバム初収録
7. 今夜はブギー・バック feat.清水翔太&SHUN (5:53)
作詞・作曲：Kenji Ozawa、BOSE、ANI、SHINCO / 編曲：Kenji Ozawa
  - 加藤ミリヤ6thアルバム『TRUE LOVERS』、清水翔太カバーアルバム『MELODY』収録曲
  - 「小沢健二&スチャダラパー」名義で発表された楽曲『今夜はブギー・バック』の カバー曲 (音源は「nice vocal」)。
8. ESCAPE (5:36)
  - 新録曲
  - テレビ朝日系ドラマ『TEAM -警視庁特別犯罪捜査本部-』主題歌
9. Still (5:31)
  - 新録曲
10. FOREVER LOVE (5:48)
編曲：3rd Productions
  - 清水翔太6thシングル表題曲
11. You're the only one for me (5:11)
  - 加藤ミリヤ26thシングルカップリング曲
  - アルバム初収録
12. I'M YOUR ANGEL (5:25)
作詞・作曲・R・ケリー / 編曲：3rd Productions
  - 加藤ミリヤ15thシングルカップリング曲
  - ユニット結成前に、セリーヌ・ディオントリビュート・アルバム『セリーヌ・ディオン・トリビュート』収録曲「アイム・ユア・エンジェル」のカバー曲
13. LOVE STORY (5:15)
作詞・作曲・編曲：Kazumasa Oda、Miliyah & Shota Shimizu
  - 加藤ミリヤ26thシングル表題曲
  - アルバム初収録
  - 小田和正が1991年に発表された楽曲『ラブストーリーは突然に』のメロディーをサンプリング。

### 初回生産限定盤DVD
| #  | タイトル                                                 | 作詞 | 作曲・編曲 |
| -- | -------------------------------------------------------- | ---- | ---------- |
| 1. | 「Love Forever」                                         |      |            |
| 2. | 「FOREVER LOVE」                                         |      |            |
| 3. | 「BELIEVE」                                              |      |            |
| 4. | 「今夜はブギー・バック feat.清水翔太&SHUN」              |      |            |
| 5. | 「LOVE STORY」                                           |      |            |
| 6. | 「Sakura Melody」                                        |      |            |
| 7. | 「Behind the Scenes of Sakura Melody 〜 a trip to LOVE」 |      |            |

## 演奏
- 槇原敬之：Background Vocals (#1)
- 石成正人
  - Acoustic Guitar & Mandolin (#1)
  - Guitar (#2)
- 後藤勇一郎：Strings Arrangement (#2.10)
- 後藤勇一郎ストリングス：Strings (#2.10)
- Shingo.S：All Other Instruments & Programming (#2.3.7.10.12.13)
- MANABOON：All Instruments (#6)
- DJ SHUYA：Scratch (#7)
- 橋本幸太：Guitar (#11)
- 福原将宣：Guitar (#13)